# 원주 평장리 석조불두
원주 평장리 석조불두(原州 平庄里 石造佛頭)는 대한민국 강원특별자치도 원주시 소초면 평장리에 있는 고려 시대의 불상이다. 광복 이후 두 번이나 위치가 옮겨졌으며, 몸체가 도로 공사로 인해 매몰되는 등 수난을 겪기도 했다.

## 개요
평장리 석조불두는 본디 평장리와 교항리를 잇는 탑고개의 자연 암반 위에 자리잡고 있었던 불상인데, 몸체 부분은 자연암반을 조각하여 만들고 불두를 따로 올린 것이 특징이었다. 지역 주민들의 증언에 따르면 임진왜란 당시 왜병을 물리치기 위해 만들었다는 전설이 있지만, 사각형 모양의 얼굴을 한 데다 폭이 길고 넓은 코, 수평으로 긴 눈을 지니고 있어 고려 시대의 불상이라는 것이 정설이다.
하지만 1980년대 이루어진 42번 국도의 확장으로 몸체 부분은 매몰되고 불두만 교항리 마을 주민들이 건져 교항리 마을회관 인근에서 보존해왔는데, 1998년 도 문화재자료로 지정되면서 원주 교항리 석조불두(原州 橋項里 石造佛頭)라는 명칭으로 지정되었다. 문제는 옮긴 위치가 도로변과 가까운 데다 이끼가 끼는 등 관리가 어렵다는 지적이 있어, 2015년에는 발굴 조사 등을 통해 원래의 위치를 찾아 새로이 보존하려는 노력 역시 이어졌다.
이어 2020년에는 해당 불두를 원래 위치인 평장리 탑고개 인근으로 이운하면서 더욱 나은 보존환경을 마련할 수 있게 되었다. 이에 따라 문화재 명칭 역시 2021년 현재의 명칭으로 바뀌었으며, 현재는 42번 국도에서 약간 떨어진 구 도로에서 원주 평장리 마애공양보살상과 함께 탑고개를 지키고 있다.

## 갤러리
- 원주 평장리 석조불두의 전체 모습.
- 멀리서 본 모습.

## 참고 자료
- 원주 평장리 석조불두 - 국가유산청 국가유산포털